# Distretto di Tariat
Il distretto di Tariat è uno dei diciannove distretti (sum) in cui è suddivisa la provincia dell'Arhangaj, in Mongolia. Conta una popolazione di 5.086 abitanti (censimento 2009). 